# Jean-Jacques Tizié
Jean-Jacques Tizié es un exfutbolista proveniente de Costa de Marfil. Nació el 7 de septiembre de 1972 en Abiyán. Se desempeñó como guardameta, y su último club fue el Africa Sports National, donde se retiró en 2008.

## Carrera
Empezó su carrera en el Stade d' Abidjan en 1995. Un año más tarde pasó al Lazer FC. En 1999 jugó para el Africa Sports. En el 2000 jugó para el Espérance Sportive de Tunis. En el 2006 jugó para Zamalek Sporting Club. En 2007 regresó al Africa Sports, en donde se retiraría en el 2008.

## En Costa de Marfil
Jugó 28 partidos oficiales con Costa de Marfil, en donde fue el portero titular en la Copa Mundial de Fútbol de 2006.

## Curiosidades
Antes de jugar al fútbol, fue portero de la selección de balonmano de Francia. Es conocido por perder un testículo durante un partido con su selección.